# Mare Cognitum
El Mare Cognitum ("mar conegut") és un mar lunar, situat en el fons d'un impacte de cràter en la conca Procellarum.
Al nord del 'Mare Cognitum' es troba el Mare Insularum i al sud el Mare Nubium. Les seves coordenades selenogràfiques són 10° 00′ S, 23° 06′ O / 10.0°S,23.1°O, i té 376 km de diàmetre.
El fons data de l'Imbrià Inferior, el basalt de l'Imbrià Superior. Al nord-oest, es troben els Montes Riphaeus. El cràter Fra Mauro, zona d'allunatge del Apollo 14, es troba al nord-est.
Al principi, aquesta zona formava part del Mare Nubium, i va canviar el seu nom a Mare Cognitum després que el 1964 la sonda Ranger 7 realitzés una sèrie de fotografies abans d'impactar contra la superfície lunar. Aquestes imatges van ser les primeres obtingudes per una sonda estatunidenca de la superfície de la lluna,i van aportar una sèrie de coneixements sobre el sòl lunar que van resultar importants perquè poguessin dur-se a terme els posteriors allunatges.